# 이태현 (미술가)
이태현(李泰鉉, Lee Tae Hyun, 1940년 12월29일~)은 대한민국 화가이다.

## 생애
이태현은 1940년 12월29일 경상북도 예천읍 왕신동에서 아버지 이규목(李圭木,1920~1992), 어머니 김월순(金月順,1918~2008)사이에 4남5녀 중 장남으로 출생했다. 경주이씨 평리공파 37세손(慶州李氏 評理公派 37世孫)이다. 1953년 예천서부초등학교(예천초등학교), 56년 예천중학교, 59년 안동사범(본과)학교를 졸업했다.
이태현은 1959년 홍익대학교 미술대학에 입학했다. 재학 시 4·19혁명, [5·16군사정변]]을 맞았다. 대학 때 이종우(李鍾禹,1899~1979), 김환기(金煥基,1913~1974), 이봉상(李鳳商,1916~1970), 손응성(孫應星,1916~1979), 이종무(李種武,1916~2003), 김숙진(金叔鎭,1931~)교수의 지도를 받았다. 1982년 경희대학교 교육대학원 졸업했다. 서원대학교 예술대학교수(1985~2006)로 재직했다. 이태현은 1970년 반려자 우영희(禹嬰姬,1948~)와 결혼했고 슬하에 3녀를 두었다.

## 미술운동
이태현은 1962년 6월2~8일까지 ‘국립도서관화랑’에서 열린 ‘무(無)동인’창립전(展) 멤버이다.

(위 왼쪽부터)이태현,양덕수,박홍,박서보,황일지,김영자,김현태, 1961년 박서보 파리에서 귀국 때 김포공항에서. 1962년 무(無)동인 창립전 및 한국청년작가연립전 표지. 1967년 한국청년작가연립전 ‘비닐우산과 촛불이 있는 해프닝’장면으로 왼쪽에서 세 번째 이태현.<사진제공=이태현>. (아래 왼쪽부터)좌상91, 78×65㎝ Oil on Canvas, 1960~1961. 추상1962D, 112×146㎝, 1962. 命Ⅱ, 170×120㎝, 합판, 공업용장갑, 1967~2001. 命Ⅰ, 140×70㎝, 합판, 군용배낭, 군용방독면, 1967~2001.<사진=이만홍>

“이태현은 앵포르멜과 네오다다를 거치면서 한국현대미술의 전위적인 운동의 한 가운데 있었다.” “이태현은 무동인, 청년작가연립전 등을 통해 데뷔하였다. 이 시기 그의 작업은 네오다다에 가까운 신현실적인 경향을 다분히 띤것이었다. 제스쳐 중심의 추상표현주의를 벗어나려는 몸부림이 일부의 젊은 세대 작가들을 중심으로 확산되고 있을 무렵 이태현은 그 중심에서 현상극복의 과감한 실험적 방법을 전개해 보여주었던 것이다.”

## 모더니즘 경향 흑백대비의 선(1970~1985년)
1970년대 ‘미로’시리즈는 패턴과 반복에 기초한 모더니즘경향과 중반에 들어서면서 일루전 효과를 나타낸다. 80년대 들어오면 화면은 단조롭지만 예리한 선조(線條)를 드러낸다. “섬광과도 같은 단음조(單音調)의 선조로 구조를 드러내기 시작 한 색 띠가 수평, 수직, 사선의 연결 형태로 자리 잡고 있다. 이 80년대 초의 작품에 있어서는 ‘어둠’을 암시하는 차폐된 공간 속에서의 ‘열림’을 통하여 일층 선명해진 빛과 어둠과의 극명한 긴장관계, 흑백의 첨예한 대비 관계를 시사하는듯하다.”

(위 왼쪽부터)Space70-1, 130×130㎝ Oil on Canvas,1970. 미로(迷路) 72-1, 162×162㎝, 1972. Space1, 40×40㎝ Silk screen on paper,1973. Space7680, 145,5×112,1㎝, 1976. (아래 왼쪽부터)Space7744, 116.8×91㎝, Oil on Canvas, 1977. Space8008, 146×112㎝, 1980. Space8124, 112.1×145.5㎝, 1981.<사진=이만홍>

또 “이태현 공간구조 역시 엄격한 질서의 틀을 통해 평정(equilibrium)이란 독자적인 개념적 실체를 획득하고 있다. 화면의 공간구조도 지각, 현상적 측면이 아닌 추상적, 상징적 측면으로 해석되고 있는 것이다.”

## 생물학적 유기체 운동성과 기호(1986~1994년)
1980년대 중후반부터 이태현 작업은 무한순환반복구조의 동심원패턴과 배열되는 기호들을 포용하는 강한 운동성을 드러낸다. “원은 구심원적으로 좁혀 들어가기도 하고 원심원적으로 바깥으로 분산되기도 하는데, 작가는 정제된 형태의 틀을 점차 ‘지우기’의 방법을 써서 무화(無化)시키려는 그 나름대로의 계산을 깔고 있다. ‘작위’에서 ‘무작위’에로의 이행, 일체의 자연이 지닌 ‘생성’과 ‘소멸’의 법칙을 명암의 효과와 지우기로서 화면에 성취시키려는 작업이다.”

(위 왼쪽부터)Space88301, 90.5×72.5㎝ Oil on Canvas, 1988. Space8910027-B, 162×130.3㎝, 1989. (아래 왼쪽부터)Space198991, 90.9×72.7㎝, 1989. Space9421, 162×130.3㎝, 1994.<사진=이만홍>

“화면은 형상 내부에다 그라데이션의 매스를 불규칙한 방향으로 난무하듯 배열하거나 아예 나이프로 긁어 표현된 짧은 막대 형태들을 일정한 패턴 아니면 자유분방하게 으깨어 결합하는 등 여러 가지 양상을 보여준다. 여기에는 종래 그가 가졌던 세계(자연)에 대한 인식의 방법을 크게 수정하고 있음은 물론 하나의 새로운 접근의 모색이 또한 잔잔하게 이루어지고 있음을 엿볼 수 있다.”

## 자연과 인공 우연성과 기하학(1995~2002년)
1990년대 중반에서 2000년대 초까지 지속된 이태현 작업은 우연성을 바탕으로 비정형적, 비결정적의 마블링 수법과 색막대로 집약된다. “색막대들은 공통적으로 대단히 기계적이며 가공적이란 느낌을 갖는다. 그리고 이 점은 바탕의 자연스런 표정과 비교하여 매우 대조적이다. 색막대와 바탕을 이처럼 대조시키는 것은 과연 어떤 이유에서일까? 작가의 말에 따르면, 그것은 자연(自然)과 인공(人工)의 대비, 즉 양자의 긴장을 환기시키기 위함이라고 한다.”

(위 왼쪽부터)Space951009, 162×130.3㎝ Oil on Canvas, 1995. Space97981002, 162×130.3㎝, 1998. (아래 왼쪽부터)Space9810014, 162×130.3㎝, 1998. Space201803, 145.5×112.1㎝, 2001.<사진=이만홍>

“마블링이 만든 화면은 아무것도 결정된 것이 없는 흑암의 공간, 혼돈의 공간, 태초의 공간, 카오스의 공간을 보는 것 같다. 그리고 그 위에 중첩되는 기하학은 원래 수학에서 유래한 것으로서 이성과 질서, 논리와 개념을 의미한다.”

## 일루전과 실재 동양적 우주관(2003~현재)
2003년에 들어오면 이태현 작품은 부유하는 우주기호들을 포용하고 자연의 질서가 투영된 화면을 보여준다. 그 중심에 동양인의 우주관인 주역(周易)의 괘(卦)가 바탕 한다. “토막의 검은 선조는 다름 아닌 8괘를 원용한 것이다. 부표처럼 화면에 부상하던 작은 점획의 기호들이 서로 이어지면서 하나의 띠를 만든다. 그것은 단순한 기호의 원용이란 차원을 넘어서 동양인의 사유의 체계를 평면이란 공간 속으로 유도한 것이라 말할 수 있다.”

(위 왼쪽부터)Space2510010, 162×130.3㎝ Oil on Canvas, 2005. Space281006, 162×130.3㎝, 2021. (아래 왼쪽)Space2021, Ⅸ corona, 65.1×90.9㎝ Oil on canvas, 2021. Space2022, IV corona, 117×80㎝ Oil on canvas, 2022.<사진=이만홍>

“면의 문제를 제기하고 있다. 테이프 작업에 의해 여러 번으로 나뉘어 행해짐으로써 사각의 형태들이 본래의 바탕 위에 겹쳐지게 된다. 그의 이러한 실험은 다소 복잡한 변형과정을 거쳤지만, 일루전과 실재에 대한 관계의 증명이라는 점에서 매우 논리적이며 초기의 조형실험의 연장선상에 있다.”

## 평가
“이태현 작가 회화는 어디까지나 하나의 평면에 불과하다는 고집을 꺾지 않으며 화면에 평면적 해석과 거기 따르는 중성화(中性化)의 문제에 끊임없이 집착하며 도전해 간다. 작가의 이런 주장이 결코 무위로 끝나지 않으리라는 것을 우리는 그의 작품을 통해 확인해 갈 것이다.”
“전체적으로 본다면 색채의 금욕적인 절제와 엄격한 조형논리가 자기통어의 수단으로 이태현전체적인 시대진행을 지배하고 있다는 사실에 직면하게 된다. 그것은 정신적인 측면에서의 미니멀리즘에의 지향과 방법적인 측면에서의 모노톤의 구사가 어떤 일관된 기조로 이어지고 있다는 사실을 반영하는 것이기도 하다.”

## 주요연혁
- 1940 경상북도 예천 출생
- 1959 안동사범(본과)학교 졸업
- 1963 홍익대학교 미술학부 회화과 졸업
- 1982 경희대학교 교육대학원 졸업.
- 1985~2006 청주 서원대학교 예술학부 미술학과 교수. 예술대학장, 예술문화연구소장 역임.
- 1978 제14회 한국미술협전 대상 수상
- 1980 제29회 대한민국미술전람회(국전) 특선
- 1981 제30회 대한민국미술전람회(국전) 특선
- 2003 교토세이카대학(京都精華大学)객원연구교수역임(일본)
- 2006 녹조근정훈장 수훈
- 2010~2012 홍익대학교 미술대학 회화과 초대동문회장 역임
- 2012 문화예술진흥표창(경기도)
- 2019 대한민국미술인상 대상수상(한국미술협회)

## 개인전 및 단체전
개인전
- 2022 통인화랑 서울
- 2021 영은미술관, 경기광주
- 2019 조선일보미술관, 서울
- 2014 갤러리 그리다, 서울
- 2011 한가람미술관 MANIF, 서울
- 2010 한원미술관, 서울
- 2006 신미술관, 청주
- 2006 인사아트센터, 서울
- 2003 중화갤러리(中和ギャラリー), 도쿄
- 2001 청주예술의전당, 청주
- 2000 조선화랑, 서울
- 1998 종로갤러리, 서울
- 1995 종로갤러리, 서울
- 1991 금호미술관, 서울
- 1989 백송화랑, 서울
- 1984 관훈갤러리, 서울
- 1980 문예진흥원 미술회관, 서울

단체전
- 1962 무(無)동인회 창립전(국립도서관화랑, 서울)
- 1967 현대미술의 실험전 및 한국청년작가연립전(중앙공보관화랑, 서울)
- 1972 제1회 앙데팡당전(국립현대미술관, 서울)
- 1973 판화8인전(한국예술화랑, 서울)
- 1974 제1회 대구현대미술제(계명대학교미술관). 서울비엔날레(한국아방가르드협회주최,국립현대미술관). 제1회 서울현대미술제(국립현대미술관)
- 1976 제2회 무한대 협회전(문예진흥원미술회관, 서울). 제12회 아시아현대미술전(동경도미술관)
- 1978 제4회 인도트리엔날레(뉴델리). 제1회 중앙미술대전(중앙일보주최,국립현대 미술관)
- 1979  에콜 드 서울전(국립현대미술관). 한국 베네수엘라 대표작가전(베네수엘라)
- 1980 한국판화드로잉대전(국립현대미술관). 제7회 한국미술대상전(한국일보,국립현대 미술관)
- 1982  한국현대미술위상전(교토시미술관, 일본)
- 1983~1992 현대미술초대전(국립현대미술관)
- 1986  한국현대미술의 어제와 오늘전(국립현대미술관)
- 1989  한국현대미술 80년대의 정황전(갤러리 동숭아트센터개관기념, 서울)
- 1990  한국미술 오늘의 상황전(예술의전당미술관개관기념, 서울). 제1회 충북추천작가초대전, (국립청주박물관)
- 1991  한국현대미술의 ‘한국성’모색2–환원과 확산의 시기(한원미술관개관기념, 서울)
- 1994  94서울미술대전(서울시립미술관). 서울정도600주년기념(국립현대미술관)
- 1997 선화랑 개관20주년기념 200인전(서울)
- 1998 제2회 김복진미술제(청주예술의전당)
- 2001  대청현대미술제(국립청주박물관). 프랑스국립미술협회전(까루셀 뒤 루블, 파리)
- 2003  박수근을 기리는 작가들(박수근미술관, 양구)
- 2004  대구·경북지역 출향작가초대전(대구문화예술회관)
- 2008  한국추상회화 1958-2008전(서울시립미술관)
- 2009  C. KOAS 한·중 수교17주년기념 특별기획교류전(상상국제미술관, 북경)
- 2015 한국추상화가 15인의 어제와 오늘(안상철미술관, 양주). 백두에서 한라까지-광복 70주년기념 KOREA 평화통일기념전(서울, 센양, 베를린, 뉴욕, 평양)
- 2020 국립현대미술관 개관50주년기념전, 광장:미술과 사회 1900~2019. 2부 1950~2019 출품(국립현대미술관)
- 2021 제19회 너른고을미술제(영은미술관, 경기광주)

## 미술관 소장
리움미술관(서울), 서귀포시립 기당미술관(제주), 서울시립미술관(서울), 국립현대미술관(서울), 박수근미술관(양구), 환기미술관(서울), 한원미술관(서울).